# Bertrand de Deaux
Bertrand de Deaux, ou de Déaulx, (né à Blauzac en Languedoc et mort le 21 octobre 1355 à Avignon) est un cardinal français.

## Repères biographiques
Bertrand de Deaux est prévôt d'Embrun et, à partir de 1322, auditeur au palais apostolique. En 1323, il est élu archevêque d'Embrun. En 1335, il est nommé légat apostolique dans la province du Patrimoine.
De Deaux est créé cardinal par le pape Benoît XII, lors du consistoire du 18 décembre 1338. Il est vice-doyen de la Sainte-Église en 1340. En 1344, il est légat en Catalogne et, en 1346, en Sicile ainsi que vicaire général en Italie. Il est prévôt de Saint-Lambert de 1345 à 1355.
Le cardinal de Deaux participe au conclave de 1342, au cours duquel Clément VI est élu, et au conclave de 1352, au cours duquel Innocent VI est élu.